# Anti-Slavery Society

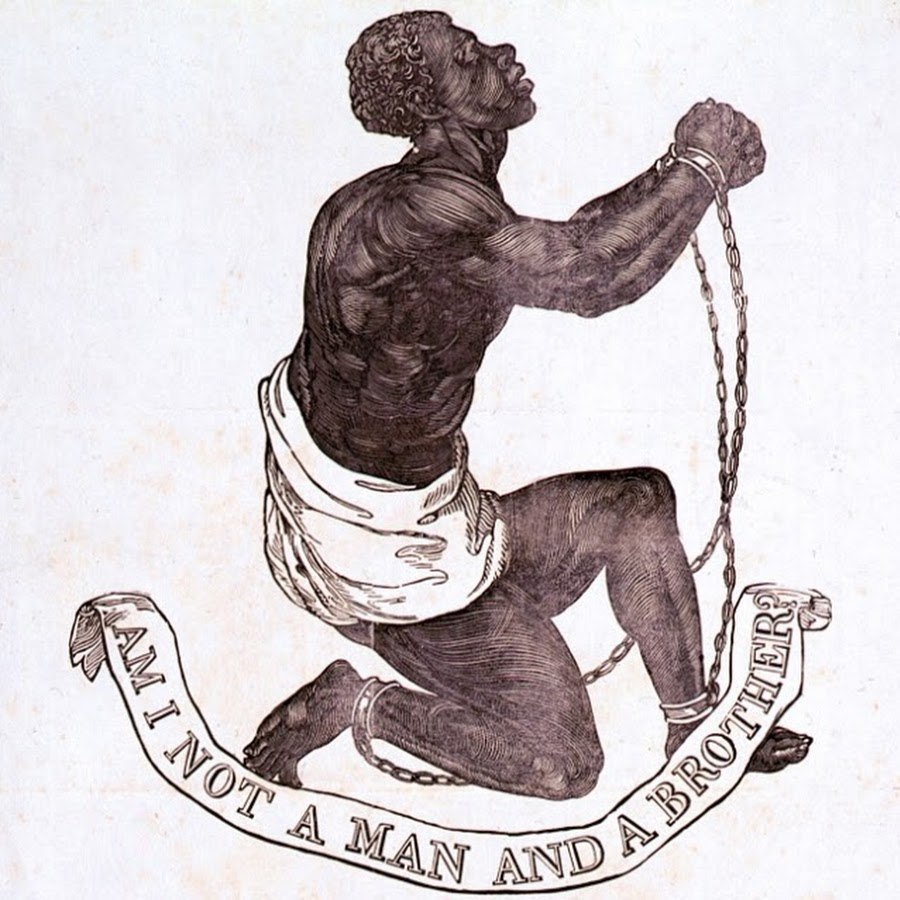
Uno stemma abolizionista del XIX secolo

Anti-Slavery Society (in inglese, Società contro lo schiavismo) è il nome di due diverse organizzazioni britanniche del XIX secolo. La più antica fu fondata nel 1823 e si proponeva di ottenere l'abolizione della schiavitù in tutti i territori soggetti alla corona britannica; il suo nome ufficiale era Society for the Mitigation and Gradual Abolition of Slavery Throughout the British Dominions ("società per la mitigazione e la graduale abolizione della schiavitù nei domini britannici").
Dopo l'abolizione della schiavitù da parte del Regno Unito (legge del 1833 e applicazione dal 1838) venne fondata una seconda società antischiavista, avente l'obiettivo di arrivare ad un'abolizione universale. Questa seconda società, The British and Foreign Anti-Slavery Society ("società anti-schiavista britannica e straniera") fu fondata nel 1839; è ancora attiva ed è la più antica società per i diritti umani in attività.

## Storia
I primi gruppi abolizionisti nel mondo anglosassone sorsero nel XVIII secolo. Il "Comitato per l'Abolizione della Tratta degli Schiavi" fondò la prima Società con questo fine già nel 1787. Il primo obiettivo fu quello di fermare la tratta atlantica, dominata allora dal Regno Unito. Con il Slave Trade Act ("legge sulla tratta degli schiavi") del 1807, la tratta atlantica venne proibita ai cittadini britannici. Gli abolizionisti volsero quindi le loro attività all'abolizione della schiavitù in altri stati e territori.

## La Società del 1823
William Wilberforce e Thomas Clarkson, due famosi abolizionisti, dettero vita alla Anti-Slavery Society nel 1823. La Società sostenne la pubblicazione di vario materiale anti schiavista. Tra questi, enorme successo di pubblico ebbe il libro The History of Mary Prince, A West Indian Slave (1831). Il libro, scritto da una schiava sfuggita ai suoi padroni quando venne portata in Inghilterra, venne ristampato più volte per soddisfare la domanda del pubblico.
I membri di questa società avevano approcci diversi. Alcuni chiedevano un cambiamento graduale, e quindi più accettabile dal pubblico e dalle forze politiche. Altri promuovevano un cambiamento radicale, chiedendo l'abolizione della schiavitù subito. Tra gli esponenti di questo secondo gruppo si trovano Joseph Sturge e George Stephens che formarono un coro anti-schiavista. Il coro fece varie tournée nel Regno Unito per spingere il pubblico a sostenere la loro posizione. La campagna mediatica si concretizzò nel 1833 con una legge per l'abolizione della schiavitù. La legge venne applicata nei territori della corona britannica in tempi diversi. Il 1º agosto 1838, l'ultimo territorio – le Indie Occidentali Britanniche – approvarono i regolamenti di applicazione. La schiavitù era ormai illegale in tutto il mondo britannico.

## La Società del 1839
Alcuni abolizionisti non vollero terminare il loro impegno contro lo schiavismo. Se la schiavitù era illegale all'interno dell'Impero Britannico, molto restava da fare per abolirla altrove. La The British and Foreign Anti-Slavery Society venne fondata il 17 aprile 1839 con questo intento. La nuova Società si impegnò per l'abolizione della schiavitù nei territori francesi, negli Stati Uniti d'America, e a Zanzibar.
La Società organizzò il primo incontro mondiale anti-schiavista nel 1840. L'incontro ebbe luogo a Londra ed ebbe un gran successo di pubblico.
Nel 1990 la Società cambiò il nome in Anti-Slavery International. Questa organizzazione continua il lavoro pubblicando materiale sulle moderne forme di schiavitù e proponendo ai legislatori dei vari paesi modi di combattere questa piaga sociale.